# Decorosiphon corynothrix
Decorosiphon corynothrix är en insektsart som beskrevs av Carl Julius Bernhard Börner 1939. Decorosiphon corynothrix ingår i släktet Decorosiphon och familjen långrörsbladlöss. Arten är reproducerande i Sverige. Inga underarter finns listade i Catalogue of Life.